# Lake Oswego
Lake Oswego és una població dels Estats Units a l'estat d'Oregon. Segons el cens del 2007 tenia 36.073 habitants.

## Demografia
Segons el cens del 2000, Lake Oswego tenia 35.278 habitants, 14.769 habitatges, i 9.658 famílies. La densitat de població era de 1.316 habitants per km².
Dels 14.769 habitatges en un 32% hi vivien nens de menys de 18 anys, en un 56,2% hi vivien parelles casades, en un 6,9% dones solteres, i en un 34,6% no eren unitats familiars. En el 27,9% dels habitatges hi vivien persones soles el 7,9% de les quals corresponia a persones de 65 anys o més que vivien soles. El nombre mitjà de persones vivint en cada habitatge era de 2,38 i el nombre mitjà de persones que vivien en cada família era de 2,95.
Per edats la població es repartia de la següent manera: un 24,8% tenia menys de 18 anys, un 6,1% entre 18 i 24, un 26,8% entre 25 i 44, un 31% de 45 a 60 i un 11,4% 65 anys o més.
L'edat mediana era de 41 anys. Per cada 100 dones de 18 o més anys hi havia 88,2 homes.
La renda mediana per habitatge era de 71.597$ i la renda mediana per família de 94.587$. Els homes tenien una renda mediana de 66.380$ mentre que les dones 41.038$. La renda per capita de la població era de 42.166$. Aproximadament el 2,3% de les famílies i el 3,4% de la població estaven per davall del llindar de pobresa.

## Poblacions més properes
El següent diagrama mostra les poblacions més properes.